# Famille Pereire
 (novembre 2024).
Si vous disposez d'ouvrages ou d'articles de référence ou si vous connaissez des sites web de qualité traitant du thème abordé ici, merci de compléter l'article en donnant les références utiles à sa vérifiabilité et en les liant à la section « Notes et références ».
La famille Pereire est une famille française d'origine judéo-portugaise de Chacim (Trás-os-Montes).

## Historique
Les Pereire sont issus d'une famille confession juive sépharade originaire du Portugal. Certains de ses membres se convertiront au catholicisme.

## Personnalités
- Jacob Rodrigue Pereire (1715-1780), précurseur de l'éducation des sourds et de l'orthophonie, interprète du roi Louis XV
  - Isaac Rodrigues-Pereire (1767-1806), courtier et assureur maritime à Bordeaux, épouse Rebecca Lopes-Fonseca (1777-1827)
    - Émile Pereire (1800-1875), financier, homme de presse, entrepreneur et député, marié à Rachel Rodrigues-Henriques
      - Fanny Pereire (1825-1910), mariée à Isaac Pereire
      - Cécile Pereire (1826-), mariée au banquier Charles Rhoné
      - Claire Pereire (1834-1887), mariée au banquier Georges Thurneyssen
      - Émile II Pereire (1840-1913), ingénieur centralien, président du comité français et administrateur délégué de la Compagnie des chemins de fer du Nord de l'Espagne, gendre d'Auguste Chevalier, mort le 24 janvier 1913[1] en son hôtel particulier du 10 rue Alfred de Vigny à Paris 8e.
        - Sarah Pereire (1865-1927), mariée à Amédée Alby
        - Maurice Pereire (1867-1946), ingénieur, administrateur de sociétés et collectionneur d'art
        - Noémi Pereire, mariée au fils d'Albert Le Play

      - Henry Pereire (1841-1932), ingénieur centralien, vice-président de la Compagnie des chemins de fer du Midi, collectionneur d'art et mécène, mort le 22 août 1932[2] en son hôtel particulier du 33 boulevard de Courcelles à Paris 8e.
        - Jenny Pereire, mariée au baron Gérard de Neufville
        - André Pereire, marié à Alys Anthony

    - Isaac Pereire (1806-1880), financier, économiste, entrepreneur, député des Pyrénées-Orientales puis de l'Aude
      - Eugène Pereire (1831-1908), financier, entrepreneur, député du Tarn
        - Alice Pereire (1858-1931), mariée au banquier Salomon Halfon
        - Marie Pereire (1860-1936), mariée au fils d'Eugène Halphen
        - Henriette Pereire, mariée à Eugène Mir

      - Gustave Pereire, homme de presse, financier et mécène
        - Alfred Pereire (1879-1957), journaliste, écrivain, bibliographe du Pape Pie XI et historien
          - Fanny Pereire (1904-1971), épouse de Robert Emile Wallich
            - Emmanuel Pereire (1930-1992), peintre et écrivain

        - Jacques Pereire (1880-1953), épouse Adèle Dupont (1884-1966), fille de Gustave Dupont et d'Ida Halphen
          - François Pereire (1917-1990), épouse Anita Kartun († en 2019), paysagiste et femme de lettres.

## Galerie

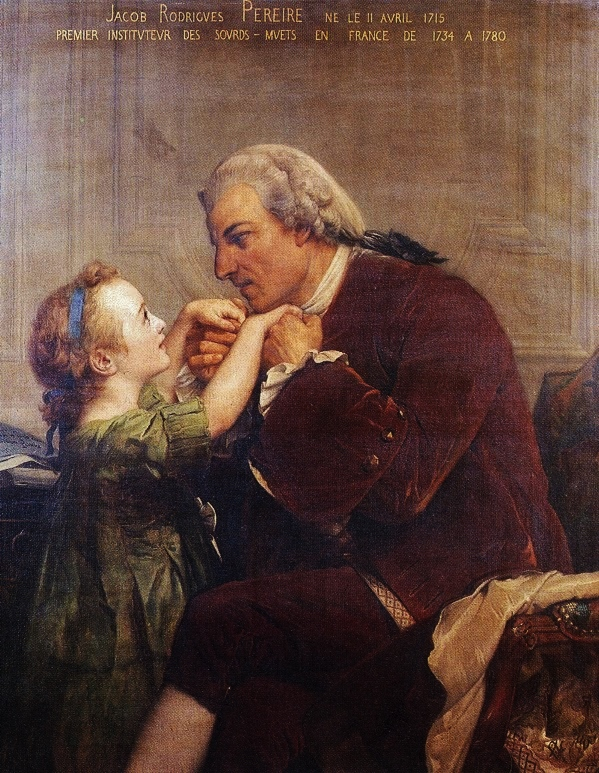
Portrait de Jacob Rodrigue Pereire (1715-1780).
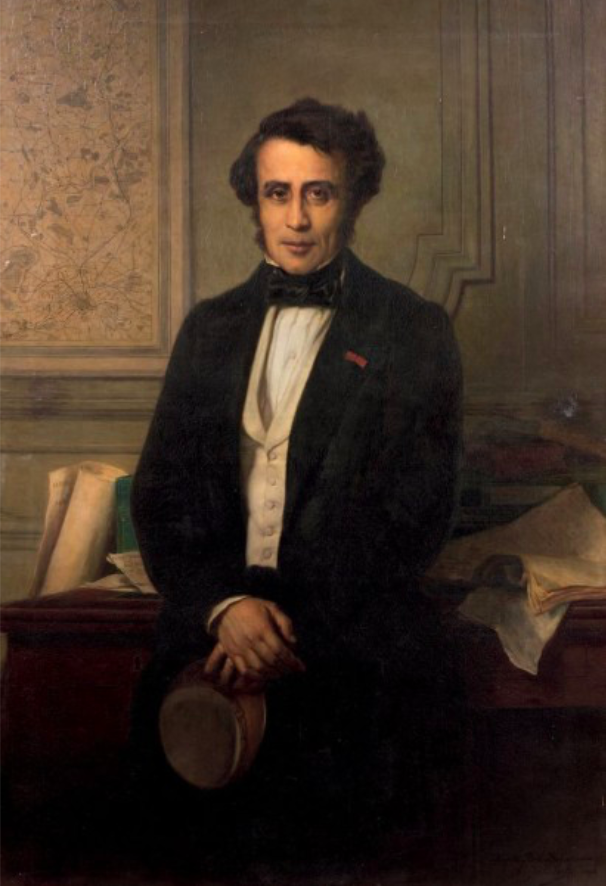
Portrait d'Émile Pereire (1800-1875).
Portrait d'Isaac Pereire (1806-1880).
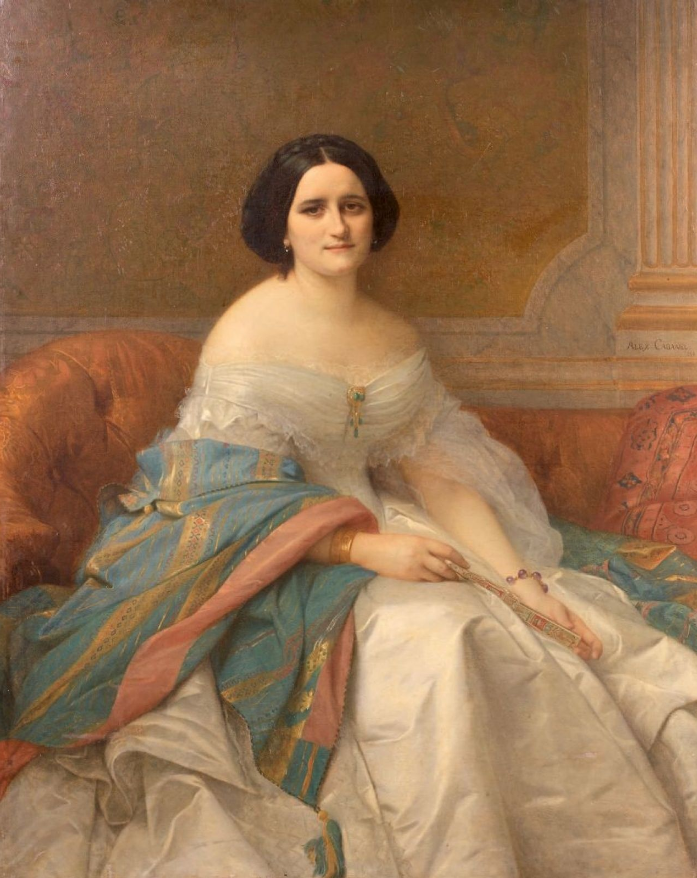
Portrait de Mme Isaac Pereire.
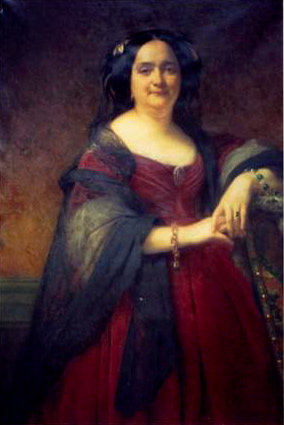
Portrait de Mme Émile Pereire, née Herminie Rodrigues-Henriques (1805-1874).
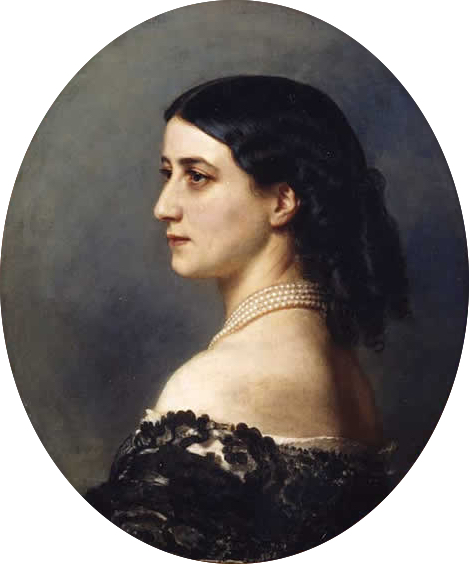
Portrait de Mme Charles Rhoné, née Cécile Pereire (1826-1895).
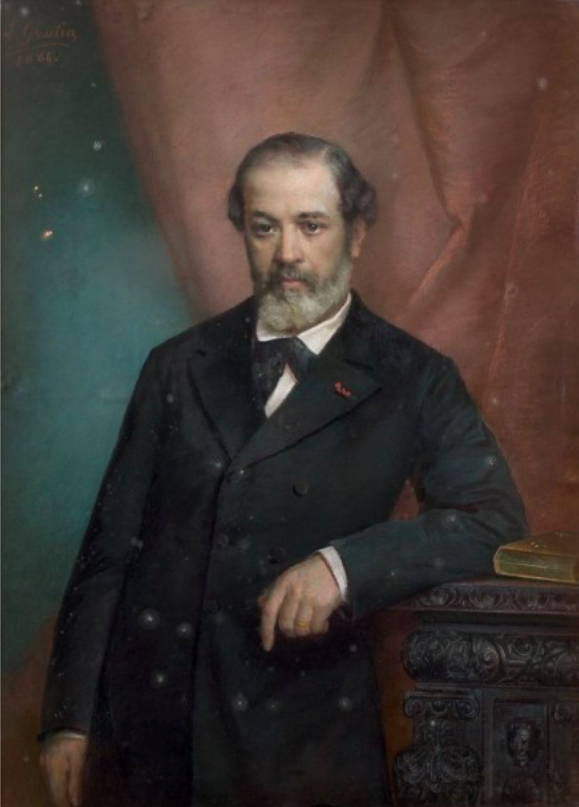
Portrait d'Eugène Pereire (1831-1908).
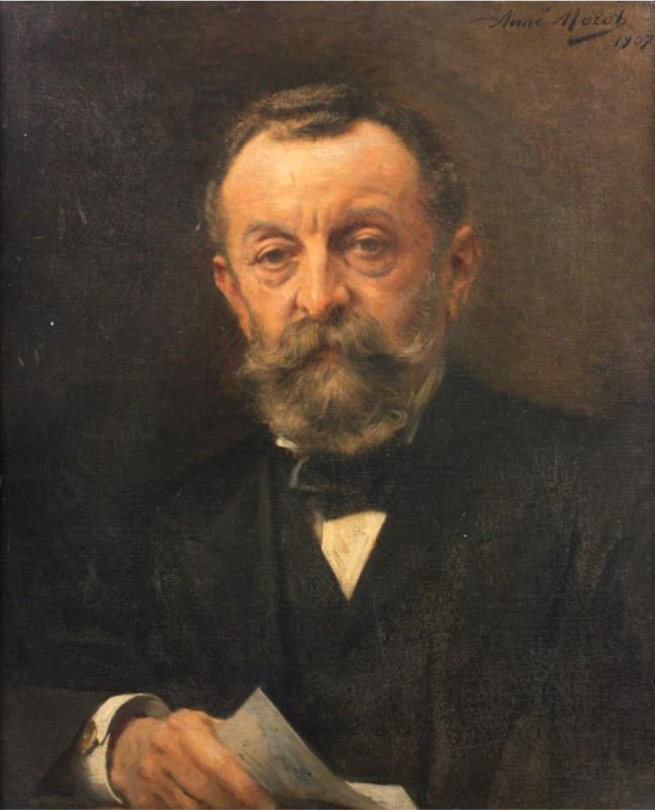
Portrait de Gustave Pereire.

## Propriétés et demeures
- Château d'Armainvilliers
- Château Palmer
- Château d'Aiguefonde
- Hôtel Pereire
- Hôtel de Brunoy
- Villa Pereire (Ville d'hiver d'Arcachon)
- Hôtel Chevalier (ambassade du Royaume-Uni en France)
- Château-Neuf d'Asnières
- Château de la Reine Blanche

### Sources
1. ↑  « Visionneuse - Archives de Paris », sur archives.paris.fr (consulté le 15 mai 2025)
2. ↑  « Visionneuse - Archives de Paris », sur archives.paris.fr (consulté le 15 mai 2025)

- Édouard Séguin, Jacob-Rodrigues Pereire, premier instituteur des sourds et muets en France, etc. Notice sur sa vie et ses travaux, et analyse raisonnée de sa méthode précédées de l’éloge de cette méthode par Buffon, Paris, 1847.
- Henry Coston, Dictionnaire des dynasties bourgeoises et du monde des affaires, Paris, 1975.
- Jean Autin, Les frères Pereire le bonheur d'entreprendre, Paris, 1984.
- Alain Ruiz, Présence de l'Allemagne à Bordeaux: Du siècle de Montaigne à la veille de la Seconde Guerre mondiale, 1997.
- Lionel Lévy, La nation juive portugaise: Livourne, Amsterdam, Tunis, 1591-1951, Paris, 1999.
- Guy Fargette, Emile et Isaac Pereire : L'esprit d'entreprise au XIXe siècle, Paris, 2001.
- Cyril Grange, Une élite parisienne. Les familles de la grande bourgeoisie juive (1870-1939), Paris, 2016.